# 清水哲太
清水 哲太（しみず のりたか、1937年10月15日 - ）は、日本の実業家。トヨタ自動車取締役副社長を経て、初代トヨタホーム代表取締役会長や、初代愛知県公立大学法人理事長等を歴任した。

## 人物・経歴
1961年名古屋大学法学部卒業、トヨタ自動車工業入社。購買部門を担当し、1990年取締役に昇格。1996年常務取締役。1998年専務取締役。1999年取締役副社長、産業能率大学大学院客員教授。2003年からトヨタホーム代表取締役会長を務め、赤字体質の改革により黒字体質の定着を実現させた。2006年セブン&アイ・ホールディングス取締役。2018年全国農業協同組合連合会相談役。この間、トヨタ自動車顧問や、愛知県公立大学法人理事長等も歴任した。